# صقلاب شعري
الصُقْلاب الشعري نوع نباتي عشبي ينتمي إلى جنس الصقلاب من الفصيلة الدفلية.

## الموئل والانتشار
موطنه الأصلي معظم مناطق شرق وبعض مناطق غرب الولايات المتحدة.